# Alejandro Fierro Pérez de Camino
Alejandro Fierro Pérez de Camino (también conocido como Alejandro Fierro Pérez-Camino, Santiago, 1831-6 de junio de 1927) fue un abogado, político y ministro chileno que tuvo una importante función durante la crisis que llevó a la Guerra del Pacífico.

## Biografía
Fue hijo de Felipe Fierro Illanes y de Josefa Pérez de Camino Matta y tuvo como esposa a Luisa Carrera Pinto, con quien tuvo hijos.
Estudió en el Instituto Nacional y posteriormente en la Facultad de Derecho de la Universidad de Chile. Juró como abogado el 18 de abril de 1856.
En forma paralela al ejercicio de su profesión, fue promotor fiscal, relator de la Corte Suprema, juez de Letras de Santiago, juez de Comercio de Santiago y jefe Sección Obras Públicas del Ministerio de Industria y Obras Públicas.
Ocupó el cargo de ministro de Relaciones Exteriores y Colonización del 16 de agosto de 1878 al 17 de abril de 1879, época en la que firmó el tratado Fierro-Sarratea sobre límites de territorio con Argentina. Fue ministro subrogante de Guerra y Marina el 6 de marzo al 2 de abril de 1879 bajo la administración de Aníbal Pinto Garmendia. Ministro de Justicia e Instrucción Pública del 12 de mayo al 30 de octubre de 1904, bajo la administración de Germán Riesco.
Intendente de Santiago en 1883, intendente de Tacna en 1889 y alcalde de la Municipalidad de Santiago.
Enviado extraordinario y ministro Plenipotenciario en Brasil el 28 de abril de 1890-1891.
Diputado suplente por Castro para el periodo 1861-1864.
Diputado por Itata para el periodo 1879-1882. Integró la comisión de Gobierno y Relaciones Exteriores.
Diputado por Santiago para el periodo 1882-1885. Integró la comisión de Gobierno y Relaciones Exteriores y la comisión conservadora para el receso de 1882-1883 y 1883-1884.
Militante de los partidos Montt-Varista, Radical y Liberal, del cual fue presidente en 1896, al tomar el nombre de Alianza Liberal.